# Margny (Marne)
Margny je francouzská obec v departementu Marne v regionu Grand Est. Žije zde 123 obyvatel.

## Geografie

### Sousední obce
| Růžice kompasu | Verdon    | La Ville-sous-Orbais | Orbais-l'Abbaye         | Růžice kompasu |
| Růžice kompasu | Corrobert | Sever                |                         | Růžice kompasu |
| Růžice kompasu | Corrobert | Margny               |                         | Růžice kompasu |
| Růžice kompasu | Corrobert | Jih                  |                         | Růžice kompasu |
| Růžice kompasu |           | Janvilliers          | La Chapelle-sous-Orbais | Růžice kompasu |